# TU Волка
TU Волка (лат. TU Lupi) — двойная затменная переменная звезда (E:) в созвездии Волка на расстоянии приблизительно 4534 световых лет (около 1390 парсеков) от Солнца. Видимая звёздная величина звезды — от +16,2m до +12,4m. Орбитальный период — около 2,9378 суток.

## Характеристики
Первый компонент — жёлтая звезда спектрального класса G. Радиус — около 3,35 солнечных, светимость — около 11,727 солнечных. Эффективная температура — около 5832 К.